# PreP
PreP (eng. presequence protease), enzym som är lokaliserat i mitokondrier och hos växter även i kloroplaster. PreP är ett metalloproteas som binder en zinkjon till det katalytiska området. Proteaset återfinns hos de flesta eukaryota organismer och ansvarar för degradering av ostrukturerade peptider mellan 10 och 65 aminosyror i längd. PreP degraderar de presekvenser som fungerar som adresslappar för transport av pre-proteinet till respektive organell. Degradering av korta peptider i mitokondrier och kloroplaster är till fördel eftersom dessa peptider kan penetrera organellens membran och på så vis förstöra membranpotentialen i dessa organeller vilket är negativt för till exempel cellandningen. 